# Aage von Kohl
Aage Herman von Kohl, född den 5 december 1877, död den 5 augusti 1946, var en dansk författare. Han var bror till författaren Louis von Kohl och far till skådespelerskan Mette von Kohl.
von Kohl författade estetiska avhandlingar, skådespel och noveller. Hans främsta arbete är den omfångsrika romanen Mikrobernes Palads (3 band, 1908), en skildring av ryska Östersjöflottans färd till Ostasien och undergång under rysk-japanska kriget.